# كريستوفر كاستيلاني
كريستوفر كاستيلاني (بالإنجليزية: Christopher Castellani)‏ (7 ديسمبر 1972، ويلمنغتون في الولايات المتحدة)؛ روائي أمريكي.